# كيسة متكلسة سنية المنشأ
الكيسة المتكلسة سنية المنشأ أو الكيس المتكلس سني المنشأ (بالإنجليزية Calcifying odontogenic cyst) أو كيسة جورلن (Gorlin cyst)، ويعرف حسب تصنيف أورام منظمة الصحة العالمية بورم التكلس الكيسي السني المنشأ. هو ورم حميد ذو منشأ سني من النوع الكيسي ويصيب في العادة المناطق الأمامية للفك. وهو شائع أكثر في الأشخاص الذين في العقد الثاني والثالث من العمر ولكن من الممكن أن يحدث في أي عمر. وفي التصوير الشعاعي، تظهر الكيسة المتكلسة سنية المنشأ كوحيد تجويف شاف للأشعة (منطقة داكنة). في ثلث الحالات، يتضمن سن غير قادرة على البزوغ. مجهرياً، هنالك العديد من الخلايا التي توصف بالخلايا الشبحية (Ghost cells)، خلايا ظهارية يوزينية متضخمة بلا نواة.

## المظاهر السريرية
معدل الحدوث : نوع نادر من الكيسة يمكن حدوثة في أي سن، غالباً بين العقد الثاني والثالث من العمر. قطره يتراوح بين 2 إلى 4 سم، وقد يوجد ألم. قد ينتج تمدد صلب عظمي من التمدد داخل العظم. قد تثقب العظم القشري وأيضاً تمتد إلى الأنسجة الرخوة وقد تكون بدون أعراض .
نشأة المرض
البطانة الظاهرية (epithelial lining) لها القدرة على الحث على تكوين أنسجة سنية في جدران الأنسجة الضامة المجاورة.

### التشريح المرضي
بشكل عام، الظهارة التي ترى هي من نوع الرصفية المطبقة وهي بسمك 2 إلى 3 خلايا. بالإضافة إلى مناطق تتركز فيها خلايا مثيلة النسيج النجمي الشبكي، وبالقرب من الغشاء القاعدي يمكن رؤية خلايا شبيهة المينا.
كل نوع من الكيسة المتكلسة سنية المنشأ يظهر خواص مميزة:
1) النوع 1أ  ترى الخلايا الشبحية بالإضافة إلى شبيه العاج.
2) النوع 1ب  يتكون نسيج متكلس في تجويف جدار الكيس --> تكلس حثلي. نمو الأنسجة شبيهة بورم أرومات المينا الليفي (Ameloblastic Fibroma).
3) النوع 1ج  قد يرى نمو شبيه بأرومات المينا في النسيج الضام وتجويف الكيسة.
مواصفات إشعاعية
يرى وحيد تجويف شاف للأشعة. ويمكن رؤية تكلس غير منتظم في بعض المناطق.